# Parco Visconteo
Il parco Visconteo fu riserva di caccia e luogo di svago e rappresentanza dei duchi di Milano e collegava il castello di Pavia alla Certosa.

## Storia
Il parco Visconteo fu una delle più originali creazioni della dinastia milanese: un vastissimo parco destinato principalmente alle cacce e allo svago dei signori e della corte (il più vasto d’Europa ai tempi) al cui interno si trovavano anche aziende agricole, fornaci e mulini di proprietà dei signori di Milano. La fama del parco era diffusa un po’ in tutta Europa, Geoffrey Chaucer, che forse ebbe modo di visitarlo durante il suo soggiorno presso la corte viscontea nel 1378, probabilmente faceva riferimento a esso descrivendo Nei racconti di Canterbury il giardino del nobile cavaliere pavese Gennaio: «così bello che non so un altro uguale in nessun posto». Sicuramente per Galeazzo II, e ancor di più per Gian Galeazzo, il parco aveva anche un forte valore simbolico: l’antico palazzo reale di Pavia, sede dei sovrani longobardi e di quelli del regno d’Italia, era dotato di un vasto giardino (viridarium), con la realizzazione del grande parco i Visconti intendevano quindi riallacciarsi a quel passato, manifestando le loro aspirazioni regie. Infatti il parco non era destinato solo allo svago, alle cacce e ai tornei (uno dei più memorabili fu organizzato da Galeazzo Maria nel 1471) dei signori, ma fu utilizzato dai Visconti e dagli Sforza come luogo di rappresentanza, qui venivano portati sovrani, prelati, ambasciatori e tutti gli ospiti più importanti, che osservando l’abbondante selvaggina, gli animali esotici, la bellezza degli edifici e l’imponenza del complesso certosino, avevano così modo di toccare con mano la grandezza dei duchi di Milano. Il parco era diviso tra il Parco Vecchio (formato dal Giardino del castello e dal Barchetto) voluto da Galeazzo II dopo il 1366 e che si estendeva per 14 chilometri quadrati e aveva un perimetro di 15 chilometri e il Parco Nuovo aggiunto da Gian Galeazzo. Con il completamento del muro di cinta, nel 1399, si veniva così a creare un vastissimo parco, la cui superficie, grazie all’addizione di Gian Galeazzo, raggiungeva i 22 chilometri quadrati (2.200 ettari), circondata da mura (il cui perimetro misurava 25 chilometri) alte 2,5 metri e spesse 90 cm e torri. Il parco si apriva, quasi a ventaglio, a nord del castello di Pavia, sede della corte di Galeazzo II e di Gian Galeazzo, terminando alla Certosa, pantheon dinastico della dinastia ambrosiana. Pur mantenendo vasti spazi agricoli, il parco era caratterizzato dalla presenza di grandi zone boschive, piantumante secondo un preciso progetto paesaggistico: esse erano infatti poste lungo i margini, lasciando libero il corpo centrale, attraversato dalla valle della Vernavola (a sua volta delineata solo una fascia di ontani), in modo che lo sguardo dei visitatori potesse spaziare e percepire la grandezza del parco. Anche i boschi erano attentamente studiati, essi erano infatti caratterizzati dalla presenza di un’essenza principale per ogni massa arborea, si ottenevano così il “bosco delle querce”, quello “dei castagni” e quello “degli olmi”. Il parco ospitava una ricchissima fauna: in età sforzesca il numero di cervi, daini e caprioli superava le 5.000 unità, ma moltissime erano anche le lepri, i fagiani, le pernici e le quaglie. Non mancavano anche orsi, posti principalmente in un serraglio detto “orsaia”. Un apposito serraglio conteneva rare specie esotiche, con esemplari a volte unici in Europa, quali struzzi, ghepardi e leopardi, bertucce e cercopitechi, pappagalli, leoni, e una capra nubiana, immortalati nel celebre Taccuino dei disegni di Giovannino de' Grassi, primo esempio di dettagliata raffigurazione naturalistica di specie esotiche dell'arte europea. Sappiamo inoltre che durante l’estate, per impedire che gli animali danneggiassero i raccolti, venivano allestiti steccati e aree delimitate dove essi venivano alloggiati.
Con la caduta degli Sforza nel 1500 il parco entrò in decadenza: nel 1522 l’esercito francese che allora assediava Pavia si accampò nel Parco e lo devastò e maggiori danni furono portati durante la battaglia del 1525, che si svolse infatti al suo interno. Nel XVI il parco e gli ex edifici e strutture dei duchi furono gestiti dalla Camera Ducale, ma a Milano non vi era più una corte, dato che il duca era ora il re di Spagna, e quindi la Camera (pur nominando periodicamente nuovi capitani del Parco) si limitò ad affittare i beni a privati, principalmente aristocratici pavesi o milanesi. Progressivamente il magnifico parco scomparve: le mura e diversi edifici e strutture divennero una cava da mattoni e di altri materiali edilizi, dati in concessione a privati o ordini religiosi e sfruttati anche per costruzione dei nuovi bastioni di Pavia. Non diversamente i grandi boschi furono progressivamente abbattuti, si ha infatti notizia che, dal 1575 al 1670, parecchi alberi vennero destinati alle esigenze dell’artiglieria del ducato di Milano, mentre altri furono ceduti a privati. Con l’arrivo degli austriaci, a partire dagli anni ’50 del Settecento il Magistrato Camerario dello Stato di Milano progressivamente mise in vendita i fondi e i beni dell’ex parco. Nonostante le devastazioni, all’interno dell’area dell’ex parco si conservano tre aree naturalistiche (per certi versi eredi del magnifico parco): il parco della Vernavola, la garzaia della Carola e quella di Porta Chiossa, che si estendono per una superficie di quasi 148 ettari.

## Descrizione

### Il Parco Vecchio: il Giardino del castello e il Barchetto
Dei lavori intrapresi da Galeazzo II per la creazione in capo al castello di un giardino e di un recinto di caccia (il Barchetto) sono menzionati per la prima volta nella corrispondenza del 1366 con Guido Gonzaga. A Mantova si indirizzava infatti il Visconti per piantumare un terreno già recintato, per cagne bracche e cigni, quest’ultimi da immettere nelle peschiere costruite tutt’intorno e a nord del castello.

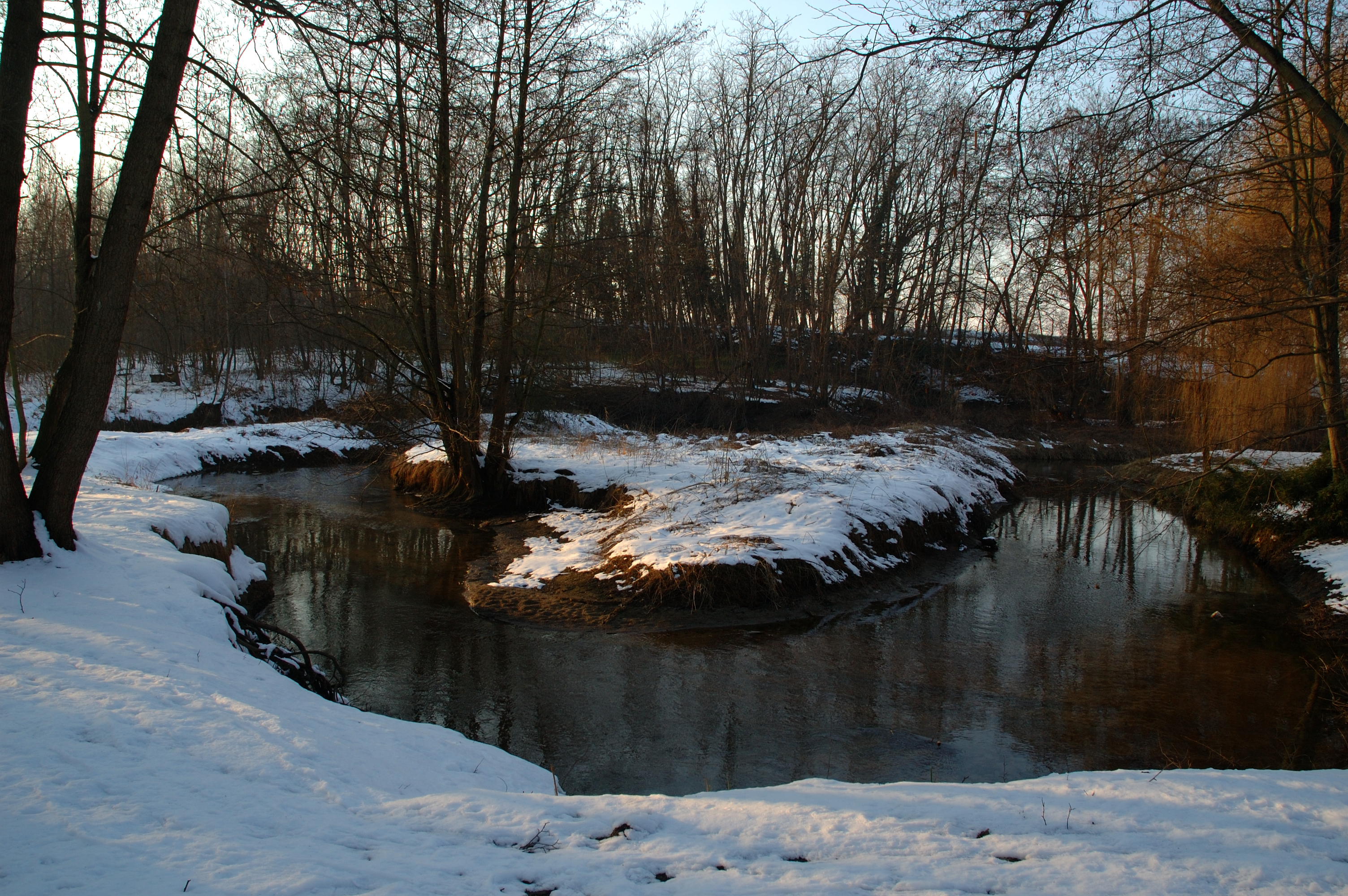
Il Parco della Vernavola.
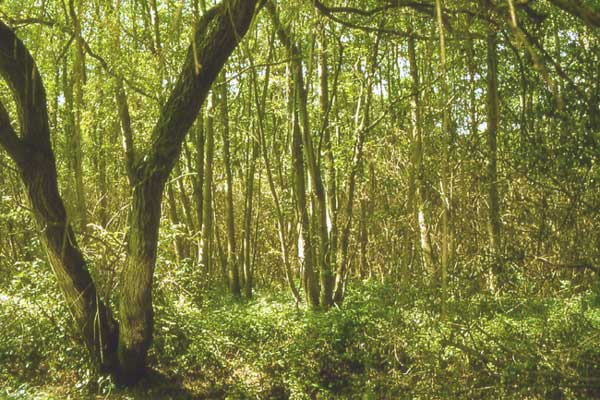
La Garzaia della Carola.
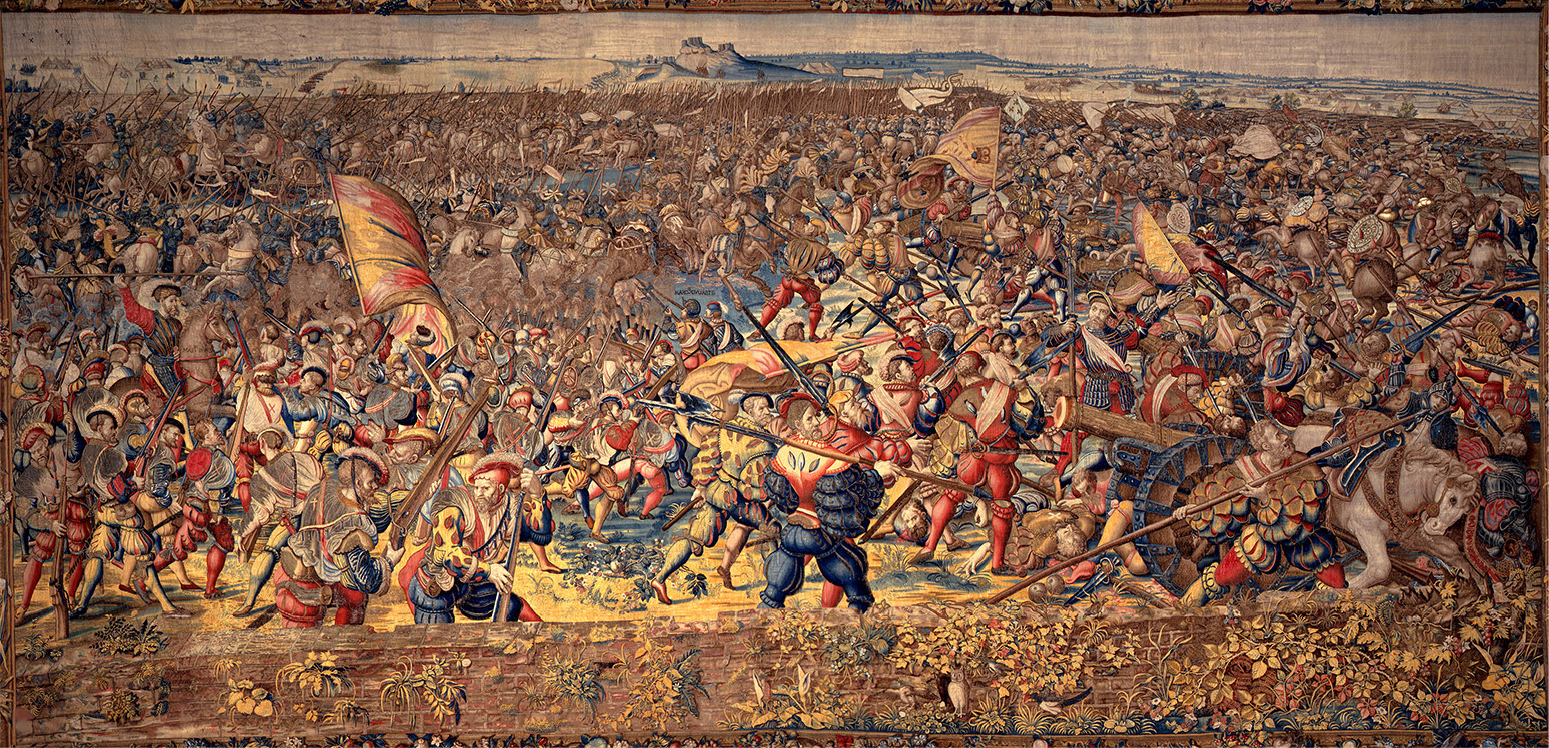
Battaglia di Pavia, al di sotto della scena di combattimento si vede il muro del Parco. Arazzi della battaglia di Pavia (1528-1533), Napoli, Museo di Capodimonte.
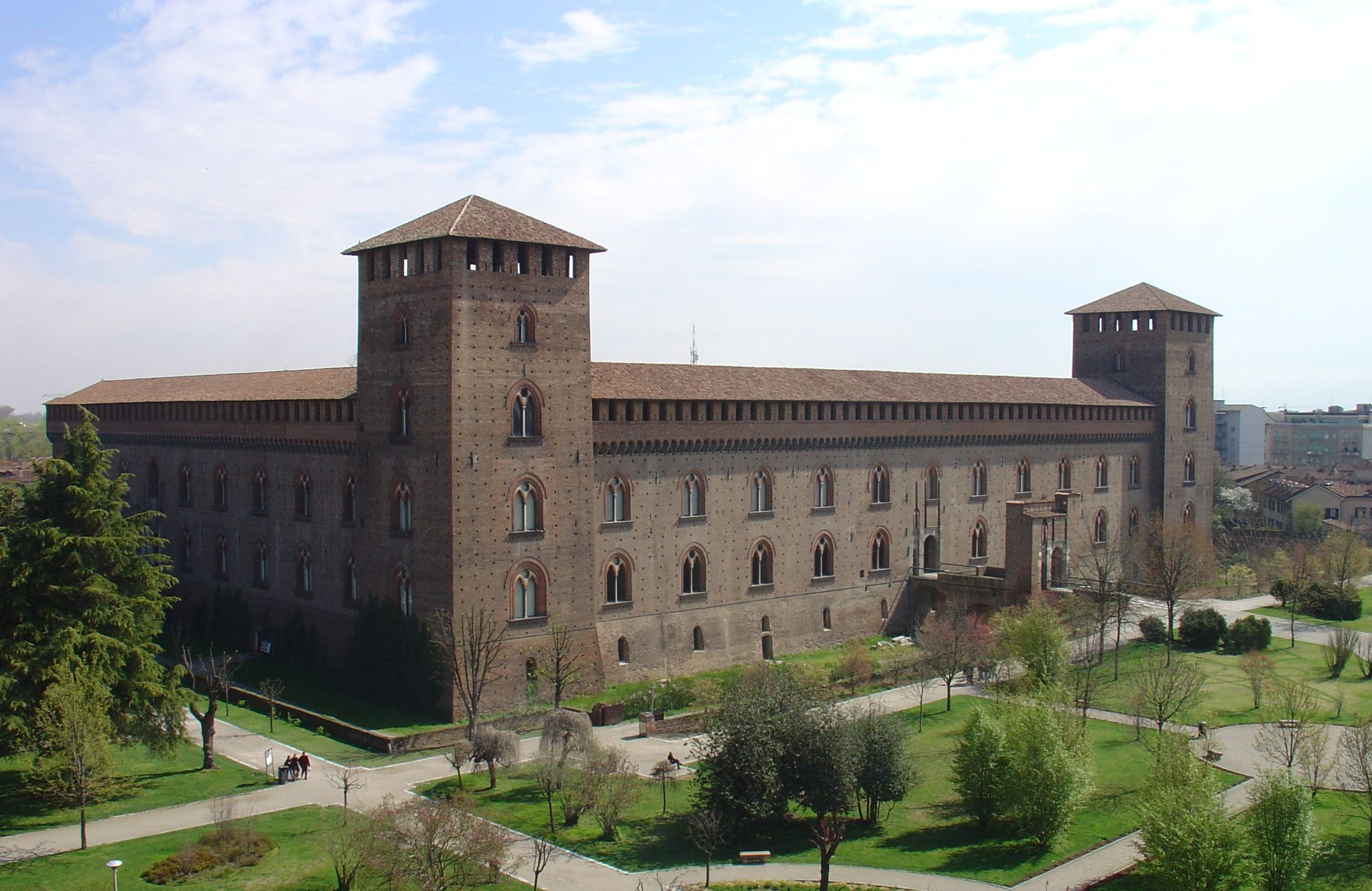
Il castello Visconteo, da dove iniziava il parco.
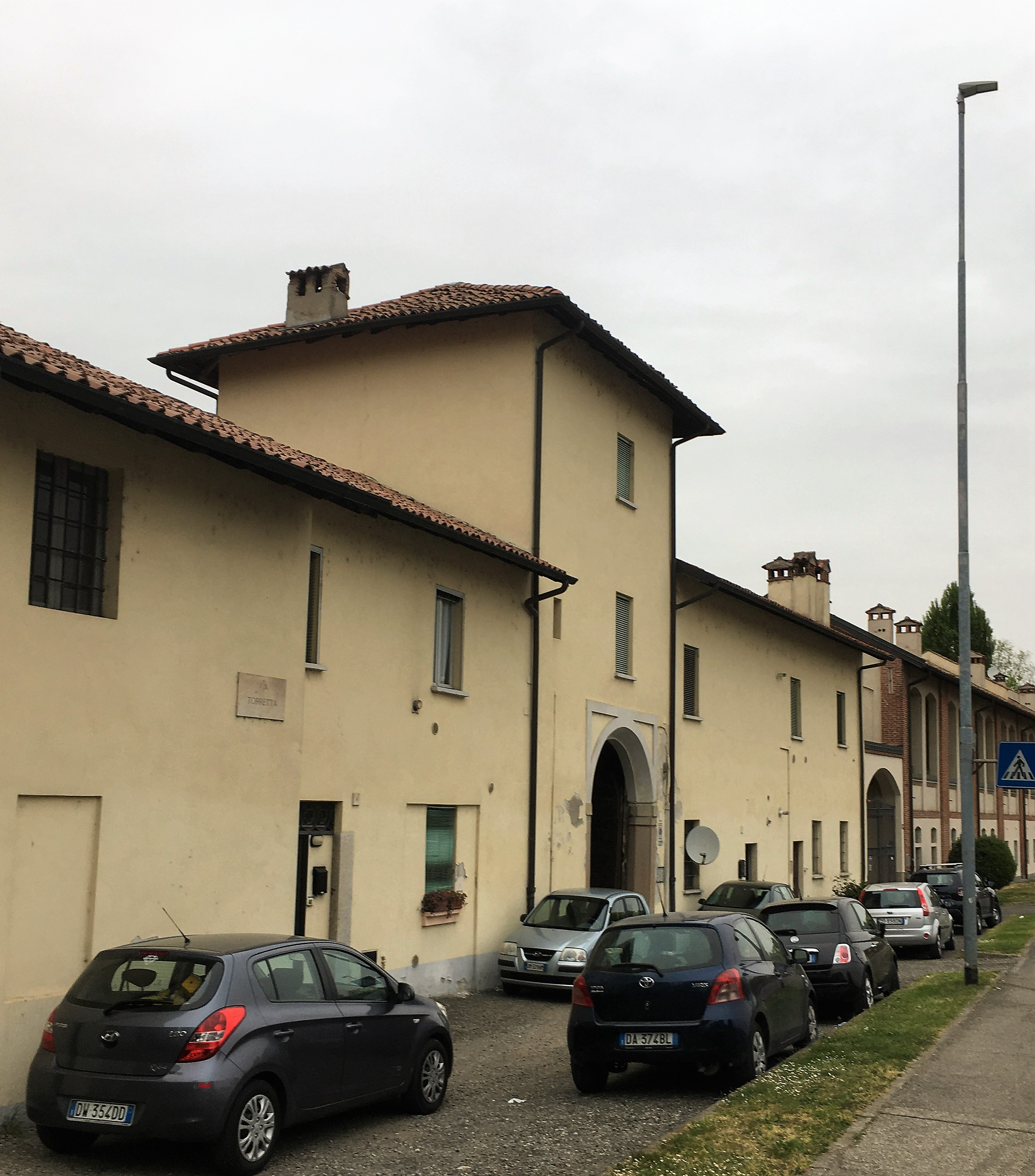
La Torretta.
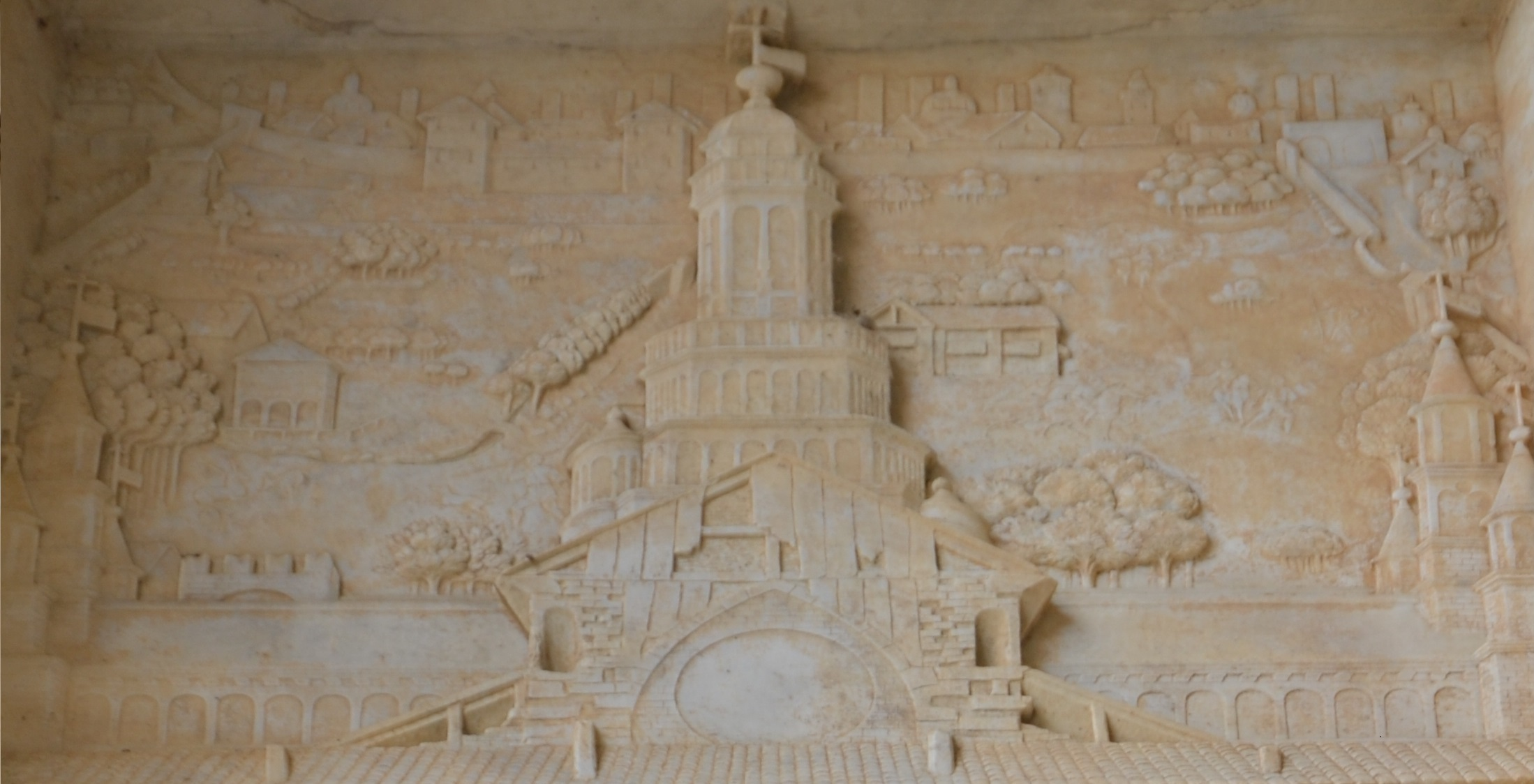
Benedetto Briosco, dettaglio del portale della Certosa di Pavia (1501), si può osservare il Parco Visconteo e sullo sfondo Pavia e il castello Visconteo.

Ordini di pagamento per i lavori manutentivi, fatti eseguire nel 1438 da Filippo Maria, riferiscono il nome e, grossomodo, l’ubicazione delle peschiere come pure delle falconiere: Castelina, Regale sive de casteaneis (a Mirabello), falconiera detta della Fornace, sulla Carona e presso la fornace di Mirabello.
Una grande peschiera (pischeria magna) era nel giardino e dalle misure date (204 metri di lunghezza e 16 circa di larghezza) si comprende la forma rettangolare, assai stretta e allungata. La peschiera ha “cornigi” (archetti preordinati per il riparo dei pesci dai rigori invernali e dalle calure estive), coincidenti con la descrizione fatta più di un secolo dopo dallo storico pavese Stefano Breventano. Già tra il 1383 e il 1384 Gian Galeazzo intraprese un generale riassetto del giardino: recinzioni lungo gli scolatoi delle peschiere, steccato lungo i prati della Carona e della Vernavola, recinzioni alla Torretta, pergolati per il padiglione. Nel 1384 venne anche riparato il castello di Mirabello, mentre erano in corso d’opera una cascina dietro il castello verso Santa Maria delle Pertiche, nonché il cantiere (o meglio il restauro) della Torretta, che sarà poi la “villa di piacere” suburbana del signore, per il quale furono condotti dalla riva del Ticino 244 carri di mattoni. Ancora nel 1389 venne costruito un recinto in legno per l’ovile delle pecore del signore e furono rifatti i pergolati del padiglione.
Dal Barchetto si restituisce la forma a cuneo, con apice all’altezza di Campeggi e delimitazione a oriente nella strada del Corso (l’antica strada romana che collegava Pavia con Milano e che da Porta San Vito raggiungeva il castello di Mirabello) sul quale si affacciava la porta d’ingresso del Barchetto. Il Giardino, ugualmente delimitato dalla strada del Corso, doveva estendersi a oriente almeno fino alla strada Vigentina. Ciò si intuisce dagli edifici fatti demolire da Galeazzo II per la sua costruzione: il monastero di San Cristoforo, la chiesa e l’ospedale di Sant’Antonio (fuori Porta San Vito) e la chiesa dei Carmelitani appena fuori Porta Santa Maria alle Pertiche.
Il giardino non ha allora valenza diversa dall’ hortus conclusus suburbano, luogo di svago del signore e della sua corte, distinto rispetto alle possessioni fondiarie, acquistate preferibilmente a occidente del Navigliaccio o lungo il suo asse, ciascuna con una propria produzione specializzata (vino, grano, avena ecc.).
Il Navigliaccio, dedotto da Galeazzo II nel 1365, ingenera la sistemazione idraulica congiunta della città (fossati, fosse della cittadella e del castello, Carona occidentale) e del suo territorio che è premessa per la più straordinaria tra le creazioni signorili: il parco Visconteo, del quale segna il margine occidentale, unitamente alla nuova strada Pavia- Binasco (attuale statale dei Giovi).

### Il Parco Nuovo
Il parco propriamente inteso, protetto da mura, è opera di Gian Galeazzo. L’idea del latifondo signorile, separato in uno con la porzione settentrionale di Pavia che accoglie – e le contrappone- le sedi rappresentative del potere, sembra prendere corpo con i provvedimenti del 1383.  Venne infatti costruita allora una nuova strada maestra per Milano a margine e in tangenza orientale del Navigliaccio (l’attuale statale dei Giovi), mentre la strada del Corso (l’antica rettilinea strada romana che univa Pavia a Milano) restò interno al parco, rimanendo così di esclusivo utilizzo del signore e della sua corte. Da allora la Cittadella venne intensivamente occupata con residenze ducali, stalle e magazzini (dove vennero depositati i prodotti provenienti dalle tenute agricole signorili) e Porta San Vito, che si apriva sulla strada del Corso, venne chiusa.
Il compimento del parco, nella sua completa estensione e articolazione, sembra correlabile con l’acquisto da Antonio Meriggi dell’intera tenuta di Cornaiano nel 1394. I nomi Parco e Parco Vecchio si attestano nel 1395, nel 1396 è menzionata la divisia nova, cioè il muro che divideva i due parchi. Quindi a questa data dovevano essere già ultimate le mura del parco, realizzate sottraendo anche sedimi a privati ed enti religiosi, come ebbe a lamentarsi il capitolo di Santa Maria alle Pertiche, al quale erano stati sottratti alcuni terreni per la costruzione delle mura.

### Strutture, edifici e insediamenti nel parco

#### Il Bagno ducale
Durante i restauri degli edifici del Parco intrapresi da Filippo Maria nel 1438, viene menzionato il Grande Bagno del Giardino; le misure dell’impianto (che era una vera e propria piscina coperta), ma anche il collegamento con la peschiera grande dello stesso giardino, collimano con la famosa descrizione di Stefano Breventano (1570), allorché, con le distruzioni già intervenute all’epoca della caduta di Ludovico il Moro, non sussisteva altro che la vasca di forma quadrata di 18 passi (pari a circa 25 metri di lato), con rivestimento di marmo bianco, racchiusa un tempo da tavole di larice, con quattro grandi finestre e un tetto a forma di padiglione. Nel 1438 il bagno viene rivestito in serizzo da Ambrogio Orsanigo, che fu pagato per il taglio, squadratura, formazione dei fori e sedi per le grappe del serizzo del bagno. Non se ne ha la certezza, tuttavia è possibile che alcuni studi di Leonardo da Vinci per i condotti dell’acqua calda e fredda «del bagno della duchessa» fossero proprio riferiti alla “piscina” del parco, anche se si è ipotizzato che Leonardo realizzò, intorno al 1490, un nuovo bagno per Isabella di Aragona. Quando il bagno era utilizzato dai duchi, per tutelare la loro privacy, venivano posizionati dei pannelli di legno intorno alla struttura, si conserva infatti una lettera di Galeazzo Maria indirizzata al capitano del Parco con la quale lo Sforza sollecitava l’invio di “ante” in legno per il bagno.

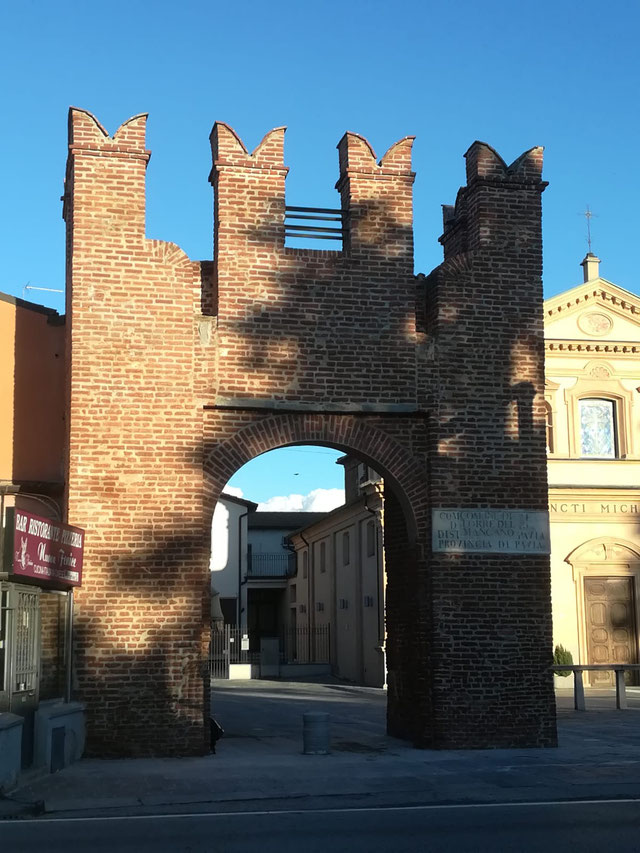
La porta del Parco di Torre del Mangano.
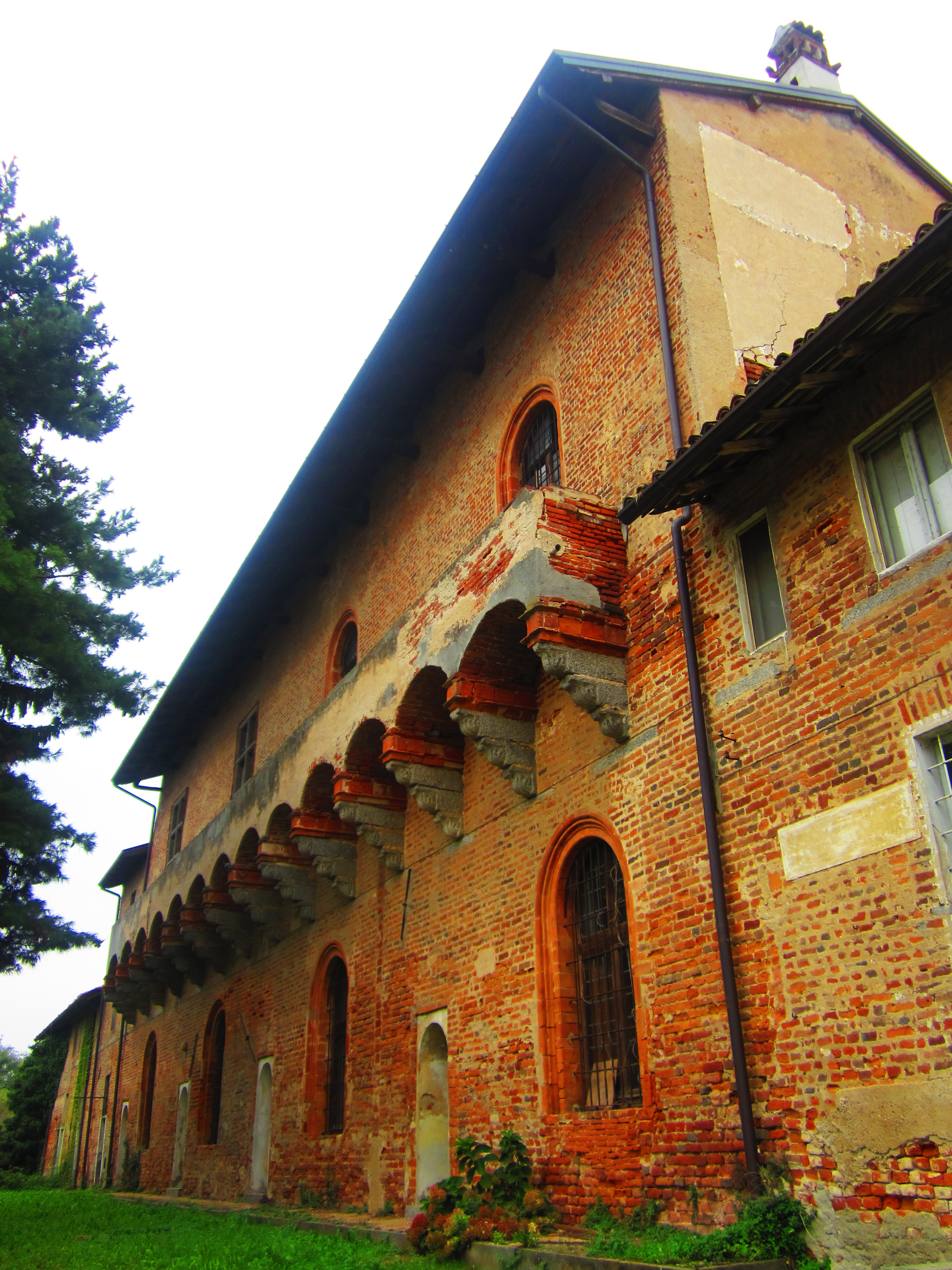
Il castello di Mirabello.
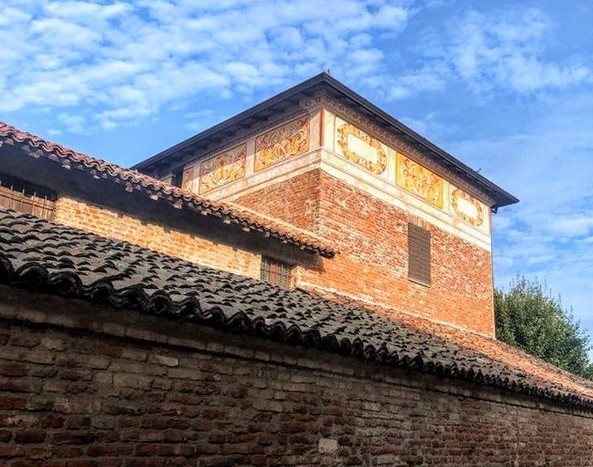
La torre di Agnese del Maino a Borgarello.
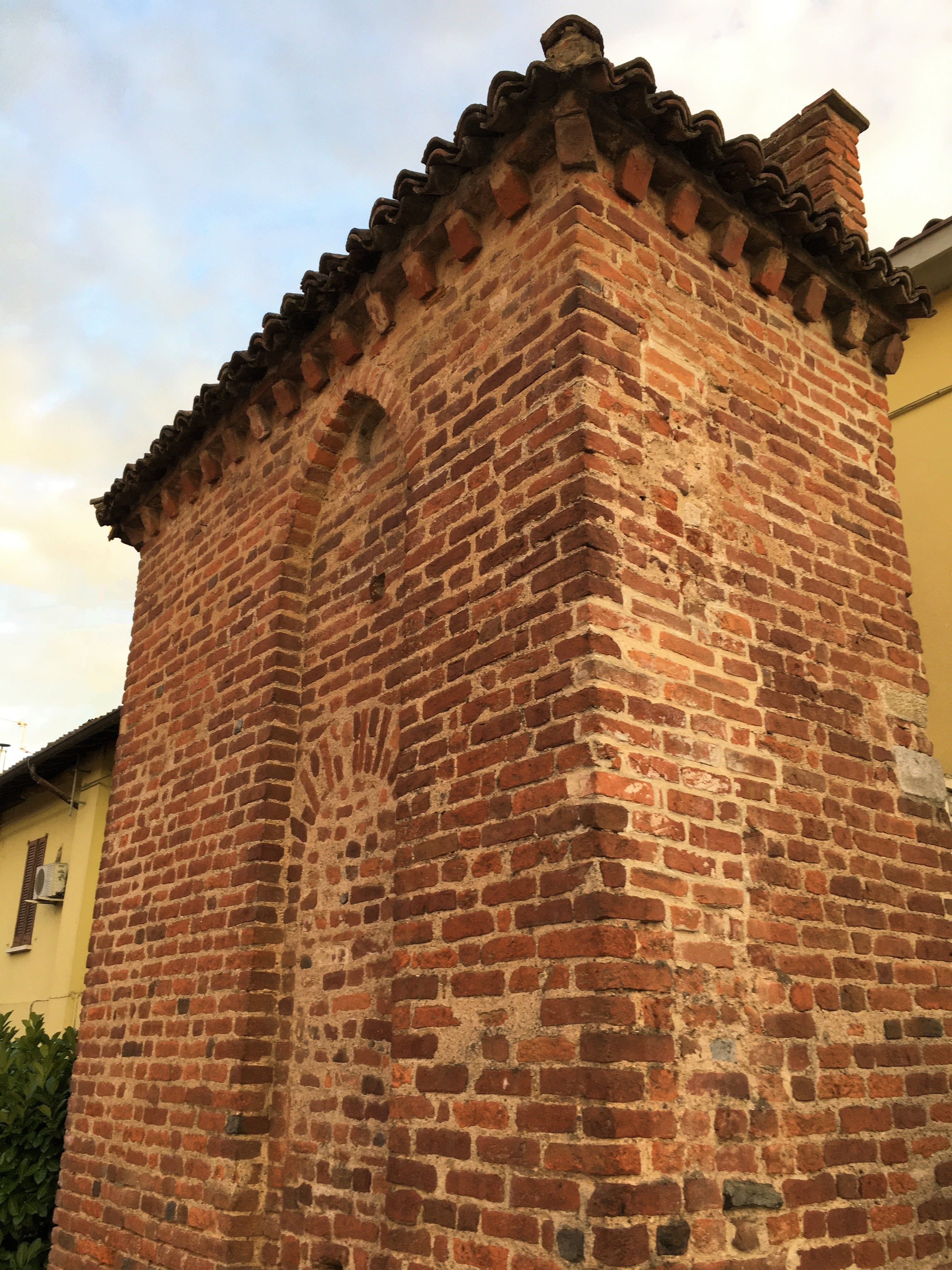
San Genesio ed Uniti, Via Porta Pescarina, resti della porta.
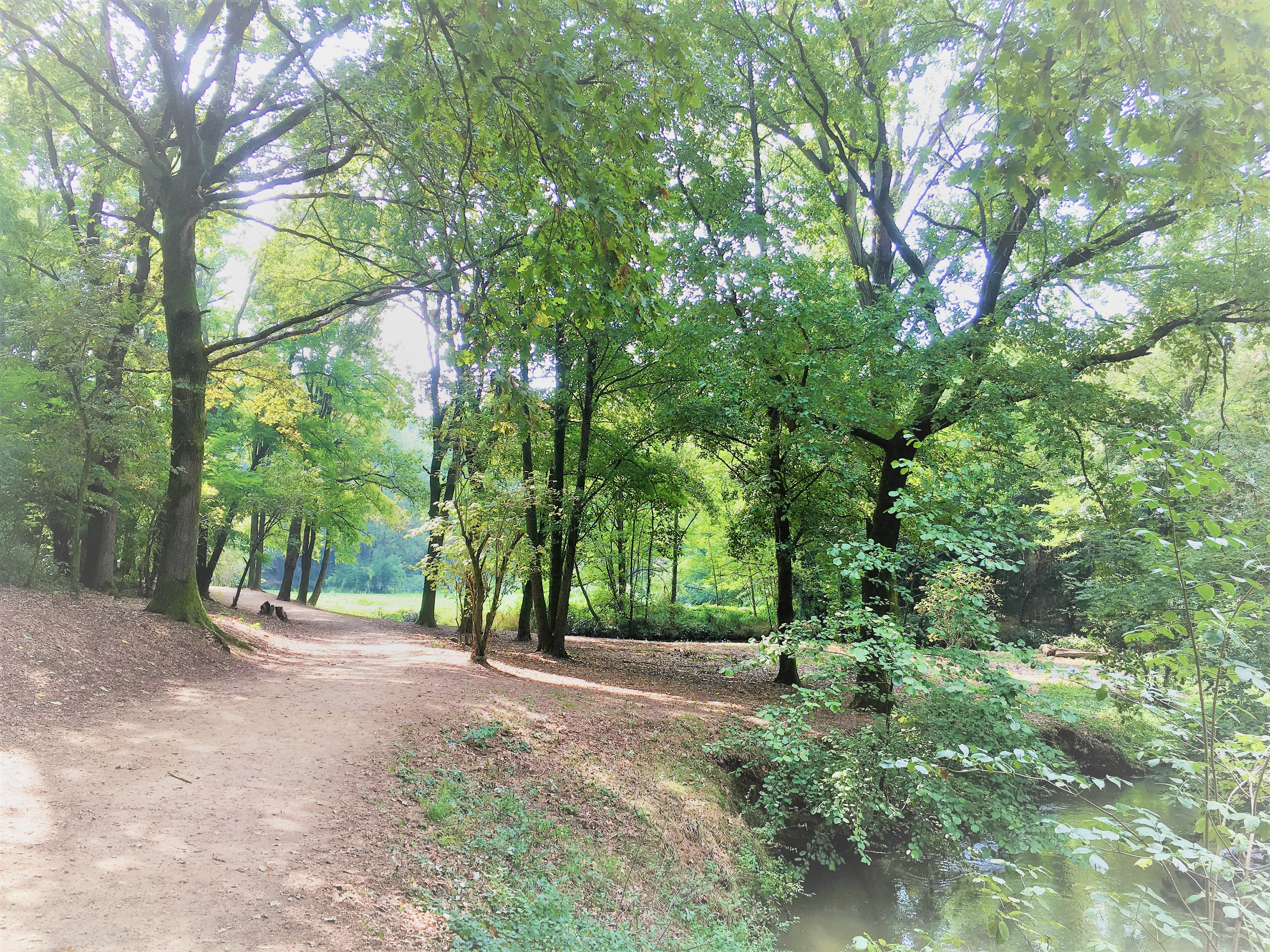
Il parco della Vernavola.

#### La Torretta e il Giardino della Torretta
Il complesso della Torretta, formato da più unità residenziali e da rustici, rappresenta uno straordinario prototipo della “villa di delizia”, legata alla riscoperta viscontea dell’ideale umanistico della campagna. Il cantiere della Torretta prese avvio intorno al 1384, quando Gian Galeazzo acquisì dagli Astolfi un mulino e altri beni esistenti presso la torre e abbiamo notizia di nuovi interventi tra il 1388 e il 1389. La Torretta era dotata di un grande giardino, riservato al signore e recintato da una muraglia in mattoni: nel 1389 furono trasportati oltre 191.000 mattoni per la costruzione delle mura. Nel giardino della Torretta, dove Gian Galeazzo si era rifugiato per timore della peste, il duca ricevette gli ambasciatori senesi nel 1399 e molto spesso il signore si ritirava nella Torretta (che potremmo definire una sorta di parco all’interno del parco) alla ricerca di quiete e relax.

#### Il castello e il colombarone di Mirabello
Galeazzo II entrò in possesso del castello di Mirabello nel 1360, tuttavia nel 1376 il signore acquisì ulteriori beni fondi nell’area posta tra il Navigliaccio e la Vernavola, e in particolare una possessione a Mirabello coltivata a frumento. Nel 1383 parte del frumento registrato nel dazio di uscita è a Mirabello per Comolo de Bellate (forse gestore dei negozi del signore), mentre l’anno successivo il castello fu sottoposto ad alcuni interventi edilizi, come la riparazione del tetto. I lavori di manutenzione del 1438 interessarono, a Mirabello, la “Falconiera regale”, il mulino e la fornace. Quest’ultima, data in gestione a un certo Giorgio Marchesi di Vigevano, produceva mattoni e coppi posti in opera, principalmente, nel restauro della “peschiera grande” e del bagno. La fornace era alimentata con la legna proveniente dai boschi di Repentita e Coniliaria (località poste all’interno del Parco). Sempre nella stessa data venne munita di serratura la nave ormeggiata nel laghetto formato presso Mirabello del doppio ramo della Vernavola e dal Vernavolino. Il mulino è menzionato anche in un atto del 1440 contenente i patti con i fittabili, i quali, erano tenuti a mantenere acqua sufficiente per il lavoro della ruota.
Il castello, raffigurato nella veduta di Pavia del 1522 affrescata all’interno della chiesa di San Teodoro, è un blocco parallelepipedo a due piani, ancora con finestre arquate. Nella stessa veduta compare il Colombarone su pilastri, nominato per la prima volta nel 1464 (vi si rifugiò per il maltempo la duchessa Bianca Maria con il suo seguito, durante una battuta di caccia). Il Colombarone, benché rovinato, era ancora in piedi nel 1559, quando venne valutato come possibile cava di materiale edile, per un quantitativo di oltre 25.000 mattoni. In età sforzesca si attesta nel castello di Mirabello la dimora dei Sanseverino, a partire da Roberto, nipote per parte della madre Elisa di Francesco Sforza. Tra il 1512 e il 1515 vi avrebbe poi, saltuariamente, soggiornato Massimiliano Sforza. Sia il castello sia l’attiguo Colombarone vennero incendiati durante l’assedio dei francesi del 1522, ma furono poi restaurati, tanto che nel 1532 il castello venne descritto con grandi camere al piano terreno e al piano superiore, cantine e diversi edifici contigui come stalle, cortili e cascinette. Era inoltre circondato da due parti dalla Vernavola e confinava poi con la strada e con una piazza, dove c’era una grande olmo.

#### Gli insediamenti e le agricole fortificate
All’interno del parco si trovavano anche tre comunità (San Genesio, Torre del Mangano e Borgarello) esistenti almeno dal XII secolo. Alcune di esse erano dotate di castelli e aziende agricole fortificate che furono acquistate o occupate dai Visconti. A San Genesio esisteva, almeno dal 1326, un castello di proprietà della famiglia pavese dei Sisti, che fu espropriato da Galeazzo II e demolito per allargare il parco. Al posto di esso il signore fece realizzare un’azienda agricola dotata di quattro torri colombaie. Non diversamente, a Torre del Mangano vi era già dal 1302 una torre controllata dalla famiglia pavese dei Del Mangano, che, nel 1328, forse per un potenziamento della sua consistenza fortificatoria, divenne un castello; esso fu in seguito ceduto da Gian Galeazzo ai monaci della Certosa. Un castello, seppur in rovina, fu acquistato dallo stesso Gian Galeazzo nel 1394 a Cornaliano dai Meriggi: nel documento, accanto ai sedimi su sorgeva il castello, ve ne erano altri dove era stata realizzata un “rocchetta”, edifici rurali e alcune torri colombaie. Molto più limitate dovevano essere le opere a difesa della Torre del Gallo, venduta dagli Astolfi a Bianca di Savoia nel 1388: una torre; si trattava quindi in questo caso di una semplice azienda agricola fortificata.

## Il parco oggi
Pur avendo subito negli ultimi secoli pesantissimi rimaneggiamenti, demolizioni e variazioni d’uso sono sopravvissuti alcuni degli edifici che si trovavano all’interno del parco, come il castello di Mirabello e parte del complesso della Torretta. Quasi nulla è invece rimasto delle mura, porte e torri del parco, anche se, osservando le foto aree e gli allineamenti dei campi e delle strade, si percepisce ancora il loro perimetro. A Pavia, in via Folperti, si conserva un tratto del muro del “Giardino della Torretta”, alcuni resti di una porta si trovano a Due Porte (frazione di San Genesio). Sempre a San Genesio ed Uniti, rimane una parte di porta Pescarina e il toponimo, riferito a una cascina, Porta d'Agosto, mentre presso la Certosa a Torre del Mangano, s’innalza l’unica torre porta del parco rimasta, un manufatto robusto, a pianta quadrilatera, ancora provvisto di merlatura ghibellina. Inserita all'interno del parco era anche la torre di Agnese del Maino presente all'interno della cascina Colombina di Borgarello. Infine sul lato ovest quindi lungo l'attuale Naviglio Pavese presso Cantone Tre Miglia vi è un tratto di muro dove il Parco Vecchio proseguiva nel Parco Nuovo. Gran parte della superficie un tempo occupata dal parco ora è suolo agricolo, tuttavia si sono mantenute tre aree naturalistiche che possono a pieno titolo essere considerate eredi della grande riserva di caccia dei signori di Milano: il parco della Vernavola, la garzaia della Carola e quella di Porta Chiossa, che si estendono per una superficie di quasi 148 ettari. Da alcuni decenni sono sorte associazioni e sono state promosse iniziative e organizzati itinerari ciclopedonali da parte enti locali per valorizzare l’esistente e per ricreare, in futuro, il parco.